# Historia de Getafe

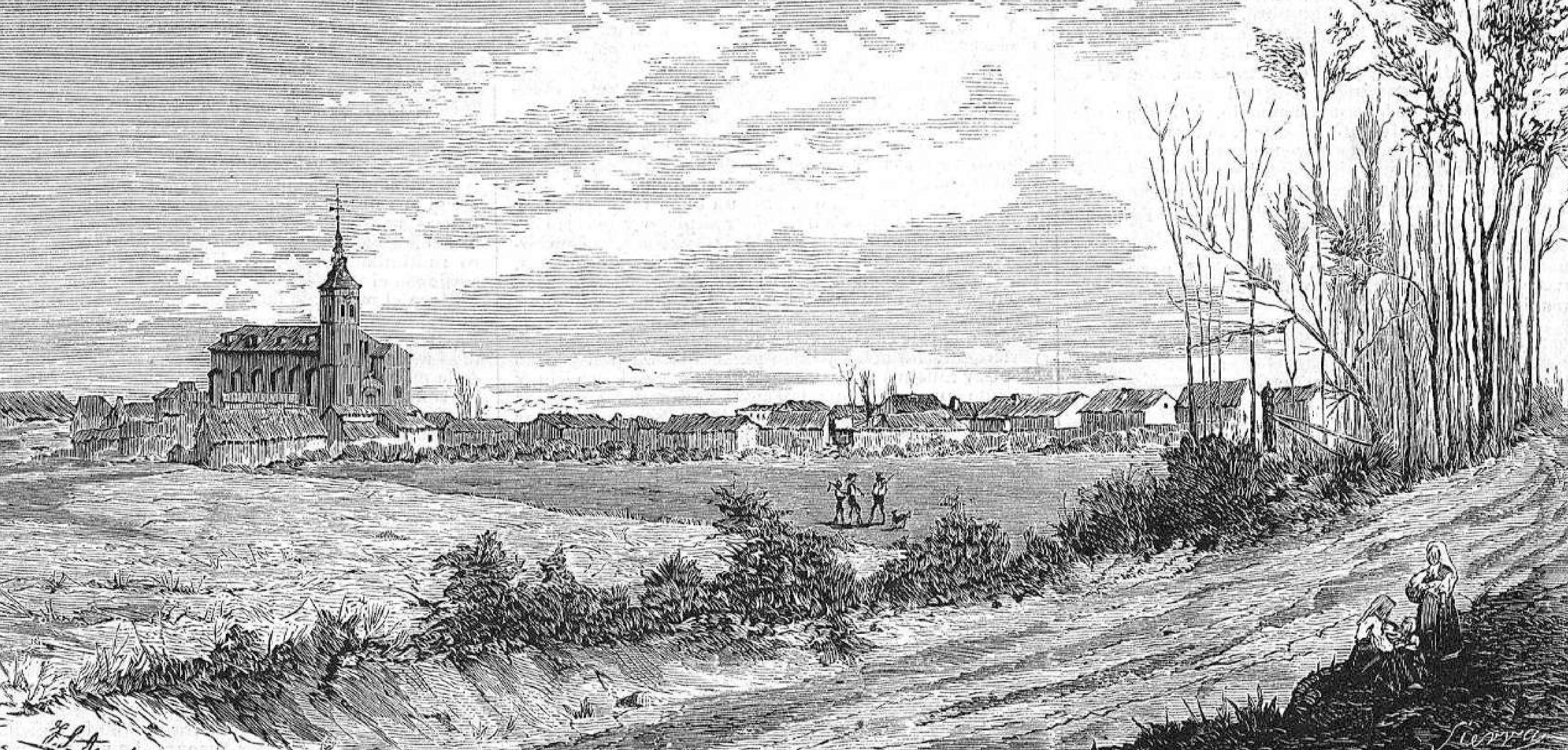
Getafe en un grabado del.

La historia de Getafe (España) se puede dividir claramente en tres fases. La primera etapa, que va desde la prehistoria hasta la época musulmana, distintas civilizaciones y aldeas habitaron el término municipal, aunque Getafe no existía como municipio. En la segunda etapa, que empieza desde los primeros registros escritos sobre su existencia en la Edad Media en el siglo XII y acaba en el siglo XX, Getafe se formaba como pueblo y se fue desarrollando lentamente con diversas construcciones importantes. En la tercera y última fase, que se inicia en el siglo XX, Getafe pasa de ser un pueblo fundamentalmente agrícola a convertirse en una ciudad industrial, con un gran aumento de la actividad económica y de la superficie urbana.

## Prehistoria

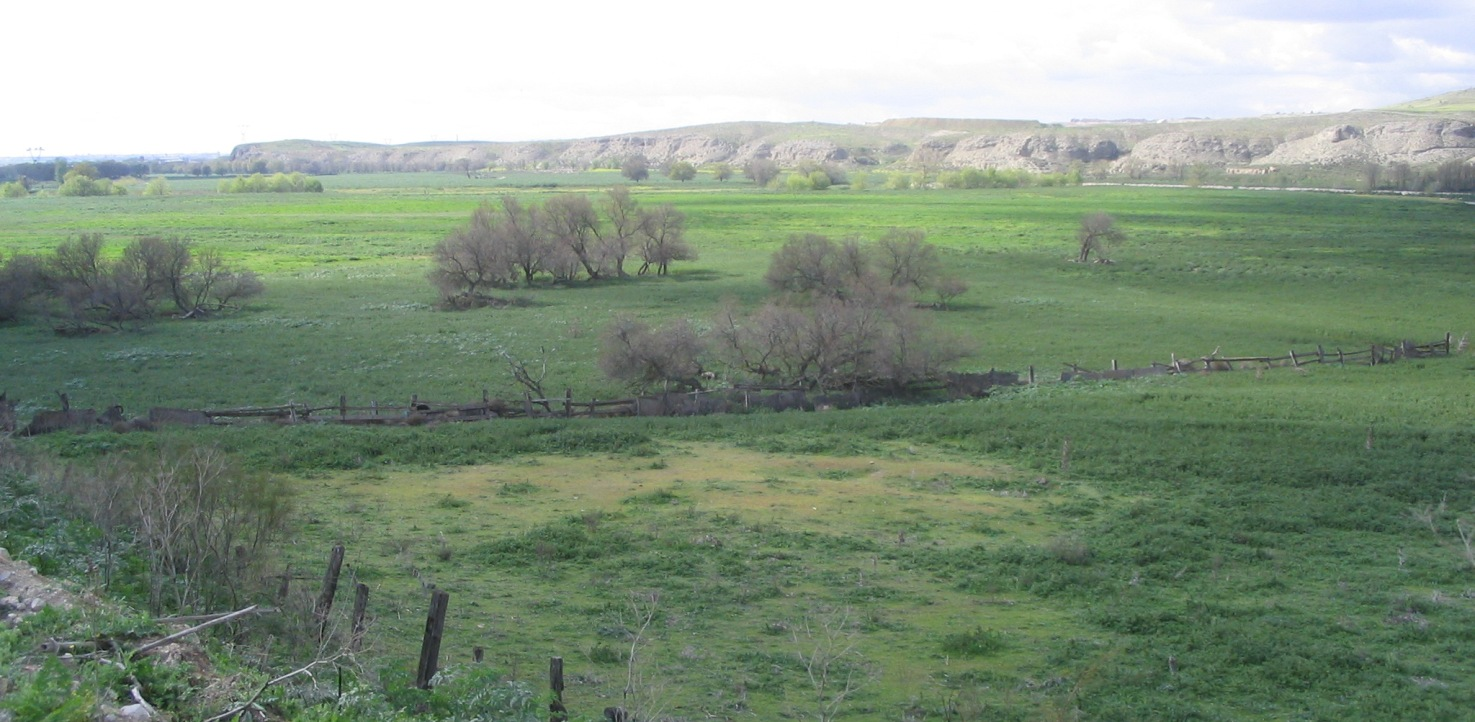
Margen derecho del río Manzanares en el término municipal de Getafe. En este lugar se han encontrado numerosos restos prehistóricos.

Los restos prehistóricos hallados en el término municipal de Getafe ponen de manifiesto la existencia de un asentamiento humano en esta época remota. En la terraza superior de la margen derecha del río Manzanares, que pertenece al actual término getafense, se han encontrado distintos utensilios (hachas, lascas, puntas de flecha, raspadores y cuchillos). Están realizadas en sílex multicolor y su antigüedad oscila entre los 100 000 años (Paleolítico Inferior, periodos Achelense Medio y Superior) y los 50 000 años (Paleolítico Medio, periodo Mustriense). Son, pues, testimonios directos de la actividad humana en la Edad de Piedra.
Además se extrajeron huesos pertenecientes a animales característicos de diferentes épocas climáticas: mamut (Mammutus primigenius), elefante antiguo (Paleoloxodon antiquus), ciervo, rinoceronte, etc. Ello demuestra la existencia de vida en la zona desde hace más de cien mil años.
También hubo poblamientos humanos en el término municipal durante la Edad de los Metales. Prueba de ello son los hallazgos realizados en el paraje de La Aldehuela, concretamente en la finca de La Torrecilla. Allí, al comenzar las labores de explotación de un arenero, en 1976, apareció un brazalete de oro que ha sido considerado como la primera joya de la orfebrería madrileña. Excavaciones posteriores dieron lugar al descubrimiento de fondos de cabañas, donde se encontraron vasos cerámicos, huesos incinerados, urnitas globulares y objetos metálicos. Todos ellos pertenecen al final de la Edad de Bronce y al inicio de la Edad de Hierro.
Los prehistoriadores, basándose en la nutrida representación de animales domésticos encontrados en estos yacimientos de la Edad de los Metales, afirman que la actividad preferente de los pobladores de la zona era la ganadería. Carne, leche, queso (han aparecido queseras) y pieles serían los principales productos obtenidos. 

### La cerámica prehistórica de Getafe
En los yacimientos prehistóricos de Getafe han aparecido abundantes piezas cerámicas. Solo en uno de ellos, el de Perales del Río, llamado Arenero de Soto, se han hallado 5173 fragmentos. La cerámica de Getafe presenta una gran variedad de formas: ollas urnas, platos, fuentes, cuencos y vasos. Está realizada a mano o con torno y su cocción no es buena. Existen piezas de distintos colores, predominando las negras y grises sobre las rojizas y sepias. La decoración más abundante es la incisa y los motivos más frecuentes, el zigzag, simple o doble, y las líneas oblicuas o paralelas. Muchas de estas piezas se exhiben hoy en el Museo Arqueológico Nacional.

## Edad Antigua

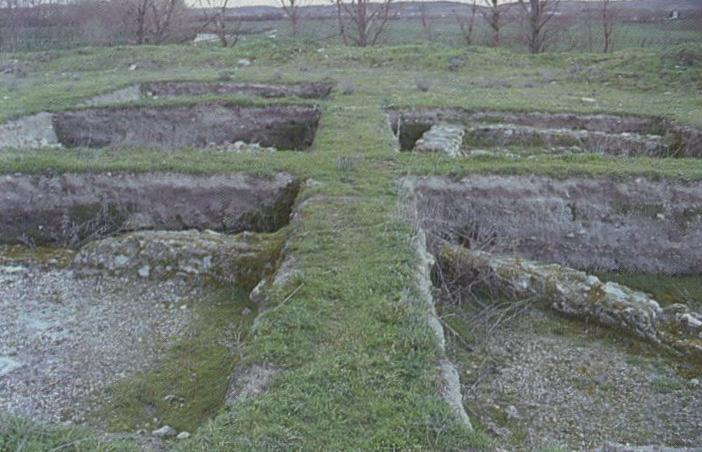
Restos de la villa romana de La Torrecilla.

Los romanos, que dominaron la península ibérica desde el siglo II a. C. hasta el siglo V, han dejado en Getafe la huella de su civilización. Hasta el momento se han encontrado restos romanos en la finca denominada Torre de Iván Crispín o La Torrecilla, en el este del término municipal, y en el barrio de San Isidro (concretamente en la calle Sur).
Los restos romanos de La Torrecilla corresponden a una villa romana del siglo II, excavada por arqueólogos de la Universidad Autónoma de Madrid. Las villas romanas eran mansiones señoriales que constituían, generalmente, el núcleo de una explotación agrícola. Por ello, la ubicación de la villa romana de La Torrecilla en esta zona del término municipal parece apropiada, ya que se halla en plena vega del río Manzanares, tierra apta para cultivos y pastizales. Además, esta mansión estaría próxima a una vía secundaria que, según algunos historiadores, comunicaba Segovia con Toledo, pasando por el puerto de la Fuenfría, Meaccum (posiblemente Madrid), el término de Getafe y Titulcia. 
Esta zona debió poseer una importante densidad de población, dadas las notables dimensiones de la necrópolis de incineración que está situada a unos 500 m de la villa. Los restos romanos descubiertos en el casco urbano de Getafe en 1981, al realizar las obras de urbanización de la calle Sur, están constituidos por recipientes de bronce (cuencos, pátera y  acetres) y de hierro (parrilla, llaves y cerrojos); herramientas (un doble pico, un hacha-azada, una azuela-martillo y una hoz); objetos de cerámica y dos monedas de Valentiniano (emperador romano de Occidente). Se trata, probablemente, de un ajuar funerario, aunque no han aparecido restos humanos. 
Según los estudios realizados, todos los objetos son de finales del siglo IV o del inicio del siglo siguiente y ponen de manifiesto las actividades agrícolas y artesanales de aquella sociedad tardorromana.

## Edad Media
| Año       | Nombres                |
| --------- | ---------------------- |
| 1150      | Satafi, Xatafi, Xetafe |
| 1249      | Sataf, Xataf, Xeetafee |
| 1576-1580 | Xetafe                 |
| 1536-1577 | Jetafee                |
| 1557-1579 | Xetafee                |
| 1590-1603 | Xetaffe                |
| 1603      | Xetaffee               |
| 1637      | Jetaphe                |
| 1714      | Gettafe                |
| 1776      | Getafe                 |
| 1779-1894 | Jetafe                 |
| Actual    | Getafe                 |

### Época visigoda
En el siglo V, los pueblos germánicos invaden el territorio del Imperio romano de Occidente. Hispania fue ocupada sucesivamente por los suevos, vándalos, alanos y visigodos. Estos últimos consiguieron dominar la península ibérica que, por primera vez en su historia, se constituyó como reino unido e independiente, con capital en Toledo. 
La proximidad de Getafe a la capital del reino, la existencia de un poblamiento romano anterior y la fertilidad del valle del río Manzanares podrían explicar el asentamiento de los visigodos en la zona este del término municipal, donde se ha encontrado una necrópolis conocida por El Jardinillo. Esta necrópolis, datada en el siglo VII, demuestra la existencia de un poblado visigodo que, según los estudios realizados por el equipo del Instituto Arqueológico Municipal de Madrid, estaría formado por una mayoría de hispanorromanos mezclada con población visigoda.

### Época musulmana

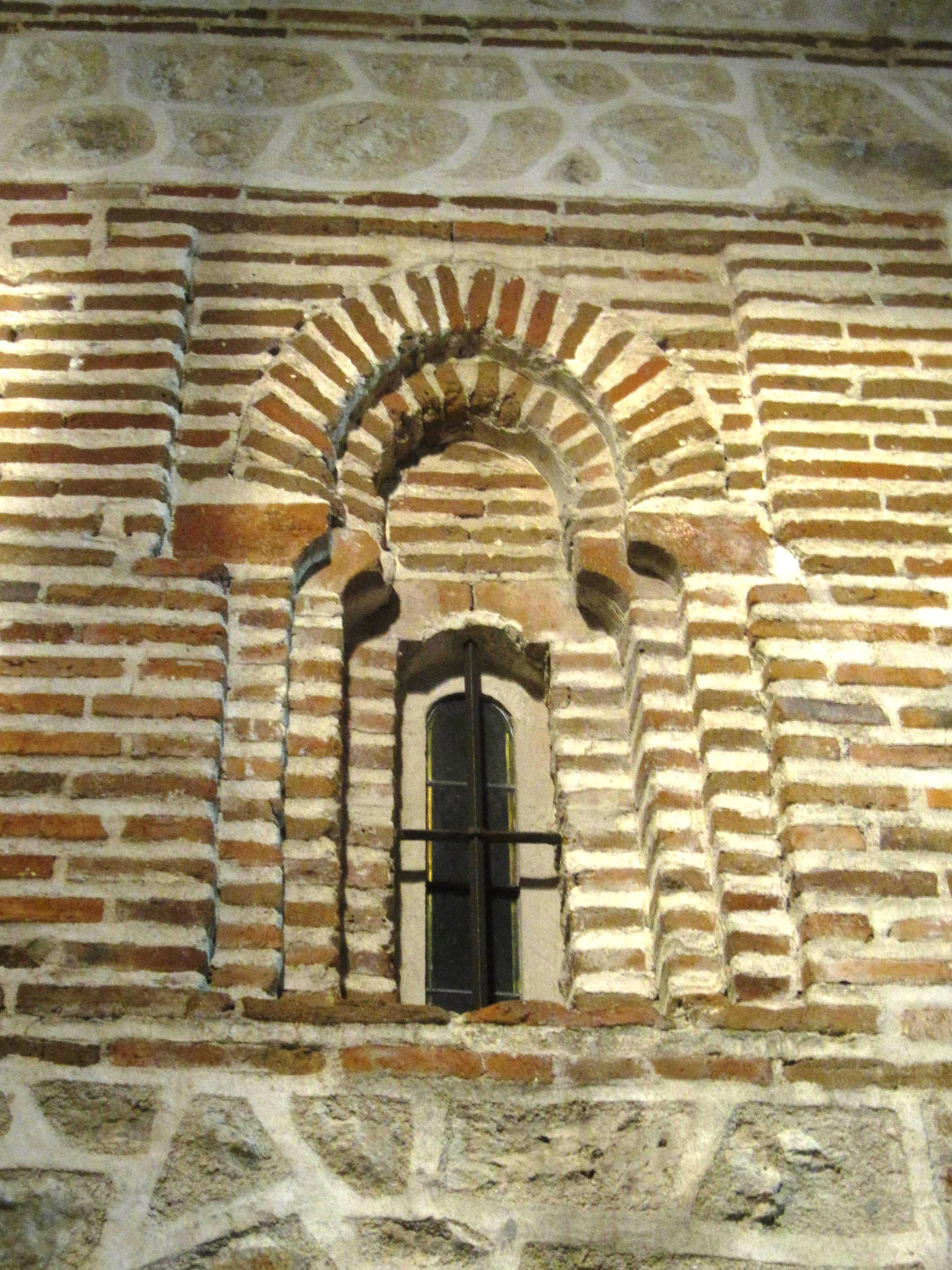
Ventana mudéjar del de la catedral de Getafe.

El territorio donde está situado el actual término municipal de Getafe permaneció bajo el poder musulmán desde la invasión de la península ibérica en el año 711. Los terrenos donde se asienta actualmente Getafe pertenecían al alfoz de Madrid (llamada Maŷrit) que fue fundada por Mohamed I de Córdoba en la segunda mitad del siglo ix. Durante los siguientes siglos se fundaron por parte de los musulmanes asentamientos dedicados al abastecimiento y el apoyo defensivo del núcleo principal del que dependían.
Este dominio islámico duró hasta el 1085, en el que Alfonso VI el Bravo tomó el territorio durante la conquista de la taifa de Toledo, rindiendo Madrid y sus territorios dependientes.
De aquella época quedan topónimos árabes como Alarnes, Acedinos, La Torrecilla de Ibn Crispín (Torre de Valcrespín). Zurita y Xata. También queda como vestigio del arte mudejar parte de la torre de la Catedral de La Magdalena que pertenecía a una construcción anterior datada en el siglo xiv.

#### Fundación de Getafe
El historiador Antonio de León Pinelo, autor en el siglo XVII de los Anales de Madrid, escribió que el pueblo de Xetafe había sido reparado en 1150, y que estaba en el mismo lugar que Satafi, nombre que se le daba en época musulmana. De ello se deduce que la existencia de la población era anterior a 1085.
También existe documentación de 1249 en el que se declara la venta de propiedades de D. Roy Sánchez a Dña. María Domingo en Sataf.

In dei nomine et eius gratia. Ego don Roy sanchez fi de ferrand sanchez vendo toda quanta heredat de pan levar é casas que he en Sataf con entradas é con exidas é con aguas é con pasturas, assí comol pertenece é assí como la heredé de mi madre doña Simena. Et véndolo á vos doña Maria domingo é que fuestes de don Domingo el Abbad de Coslada é á vuestros fijos Diego andres é doña Mayor: preçio plaçible Ochaenta é III moravedís; on so pagado é non remanece entre nos sinon paz.

En el nombre de Dios y por su gracia. Yo, don Roy Sánchez hijo de Ferrand Sánchez, vendo toda la heredad de tierras y casas que tengo en Sataf, con entradas y salidas, con aguas y pasturas, tal como me pertenece y como la heredé de mi madre doña Simena. Y lo vendo a vos, doña María Domingo, que fuiste de don Domingo el Abad de Coslada, y a vuestros hijos Diego Andrés y doña Mayor, por el precio convenido de ochenta y tres maravedís; ya ha sido pagado y no queda pendiente nada entre nosotros sino paz.

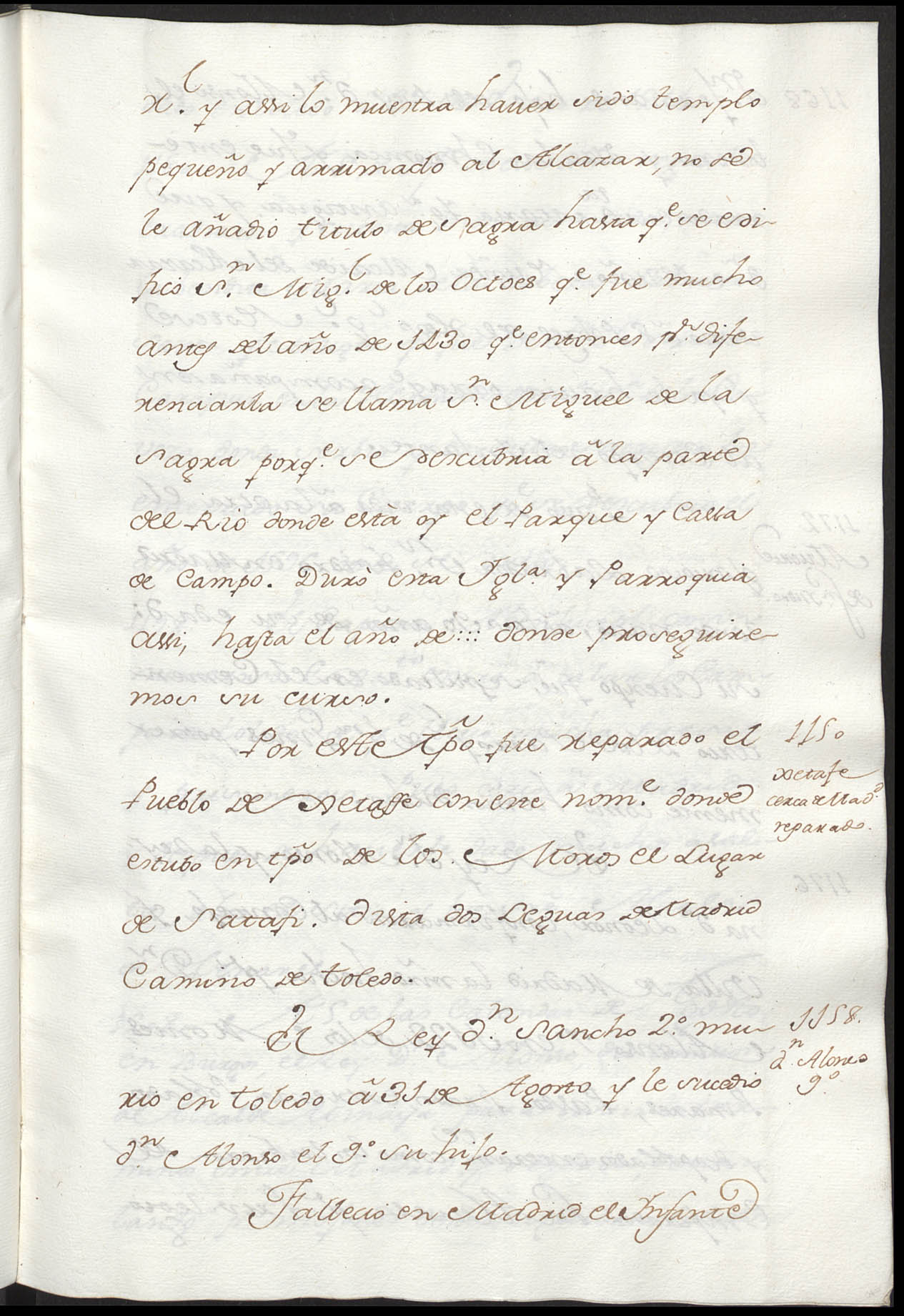
Página del manuscrito de Anales de Madrid de Antonio de León Pinelo en el que se indica que Xetafe fue reparada en 1150.

En 1576, en “Las relaciones de Felipe II", los vecinos de Xetafe (actual Getafe) Juan de Seseña y Juan Benavente, declararon que según tenían ellos entendido, hacía unos 250 años que desde la aldea cercana de Alarnes los habitantes se habían ido trasladando al lugar actual junto al camino real de Madrid a Toledo a causa de ser la anterior aldea un lugar húmedo y enfermizo.

[...] en este pueblo fue fundado en el asiento donde está ahora de otra fundación cerca de este mismo pueblo donde fue primero fundado, que se decía Alarnes, y como este asiento estaba en camino real de Madrid para Toledo, y el sitio del dicho Alarnes era sitio húmedo y enfermo, y a esta causa se vinieron algunos vecinos a hacer casas a manera de ventas en el camino real, donde viendo el sitio más sano que no el dicho Alarnes, se vino poco a poco todo el pueblo poblando siempre a las orillas del camino a la larga, [...]

[...] que el pueblo es nuevo, y que tenemos entendido según hemos oído decir a hombres antiguos que habrá como doscientos y cincuenta años que se mudó donde estaba la población adonde está ahora, que fue de dicho Alarnes, y que el primer fundador no tenemos noticia de quién haya sido, mas de haber oído decir por cosa cierta que la primera casa que se hizo en este sitio y lugar fue una casa en que vive Andrés González de Sepúlveda, que está en la plaza del dicho lugar, u otra que está en linde de ella, y quién ganó la tierra de los moros tenemos oído decir que el rey don Alonso que dicen de la mano horadada, que ganó a Toledo, que él seria el que ganaría a esta tierra.

Alarnes, era una aldea de origen árabe situada a tan solo 2 km del presente casco urbano en terrenos localizados dentro de la actual base aérea. Esta pequeña aldea se creó poco a poco durante los siglos VIII y IX, ya que tenía próximo un arroyo y tierras fértiles. Las casas que formaban Alarnes eran de barro, piedra, tejas y paja. La migración desde Alarnes ha sido considerado tradicionalmente el hecho fundacional de la ciudad y que se estima que sucedió c.1326 teniendo en cuenta la información dada por Juan de Seseña y Juan Benavente. Pero según lo expuesto, se deduce que la fundación del primitivo Getafe se remonta posiblemente a la época musulmana, entre los siglos VIII y XII, del mismo modo que fueron fundados los vecinos despoblados que se encontraban en el actual territorio, como el citado Alarnes.No obstante el crecimiento del antiguo Xatafi-Xetafe se produjo gracias a la despoblación de las aldeas vecinas que se trasladaron por ser terrenos mucho más favorables acaecidos a partir del siglo xiv.

## Edad Moderna

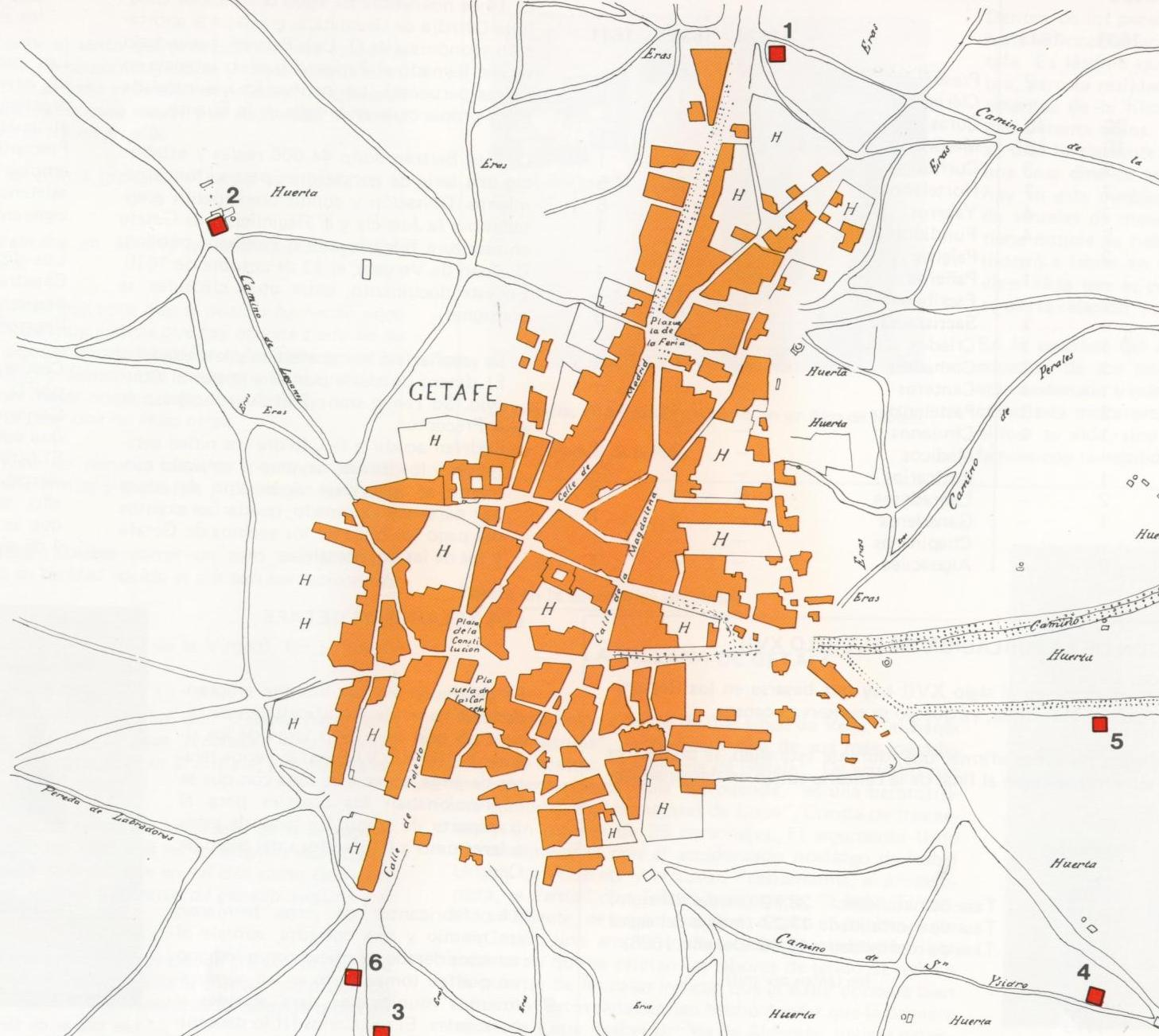
Mapa de Getafe en el

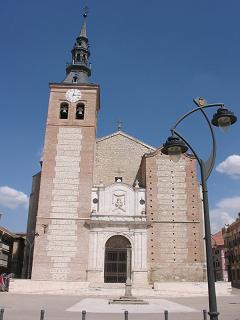
Iglesia de La Magdalena, construida en el y consagrada como catedral en 1995.

El inicio de la Edad Moderna coincidió en España con el reinado de los Reyes Católicos. La conquista del reino de Granada en 1492 puso fin a la dominación musulmana y, sobre todo, a un largo periodo de luchas en el interior de la península. Se inauguraba, por tanto, una etapa de reorganización del Estado en un clima de paz. 
La paz posibilitaba el desarrollo del comercio. El tráfico por las rutas comerciales sufrió un notable incremento. Así, el camino que unía Madrid y Toledo comenzó a convertirse en una importante vía de comunicación, y Getafe, establecido a ambos lados del camino, aumentó su población. A pesar de ello, este crecimiento se vio alterado en los años finales del siglo XV e iniciales del siguiente por períodos de hambre y epidemias de peste, lo que supuso un aumento de la mortalidad.
Durante el Imperio de los Austrias (siglos XVI y XVII), el espíritu religioso de la época se hizo patente en Getafe con la construcción de las ermitas de San Sebastián, Santa Quiteria, San Marcos y Nuestra Señora de la Concepción, y de la iglesia de San Eugenio, levantada tras el paso por la villa de los restos de este Santo, primer arzobispo de Toledo, y la catedral de Santa María Magdalena. En el primer tercio del siglo XVII se erigió también la ermita de Nuestra Señora de los Ángeles, según cuenta la leyenda, tras la aparición de la Virgen a unos pastores en el cerro de los Ángeles. 
En cuanto a construcciones civiles se realizaron el Hospitalillo de San José (fundado por Alonso de Mendoza en 1507) y la Real Cárcel (1617). En el aspecto cultural cabe destacar la fundación de una Cátedra de Gramática en 1609 por iniciativa de Luis Beltrán, que donó los recursos necesarios para su funcionamiento. Más tarde, en 1737, después de graves problemas económicos, se integraría en el Colegio de las Escuelas Pías. Durante el siglo XVI, la población de Getafe rondó entre los 2000 y los 4700 habitantes, siendo así la población más grande de los alrededores de Madrid. Vivían en él moriscos, cristianos viejos, cristianos nuevos y gitanos. Sin embargo, no había judíos.

### Final de la Edad Moderna
El siglo XVIII se inició con la Guerra de Sucesión a la Corona española (1700-1713). La guerra tuvo repercusiones en Getafe, pues a partir de 1706 la lucha se desarrolla en Madrid y sus proximidades. Los ejércitos de Felipe V y del archiduque Carlos alojaron en la villa alternativamente, originando una crisis económica y una fuerte emigración; en diez años, la población quedó reducida a la mitad. Las consecuencias de la guerra se prolongaron hasta 1720, y los getafenses se vieron obligados a solicitar al rey moratorias en el pago de los impuestos. Además de la guerra, durante el siglo XVIII abundaron en Getafe las malas cosechas, con la consiguiente escasez de trigo y la elevación de su precio.
Sin embargo, las reformas políticas y económicas que llevaron a cabo los monarcas de la Casa de Borbón y que dieron lugar a un período de prosperidad en España, también alcanzaron a Getafe. Se fundó el colegio de las Escuelas Pías, se crearon cuarteles y alojamientos de tropas, se construyó la carretera Madrid-Cádiz con paso por el término municipal y se roturaron nuevas tierras.

## SigloXIX

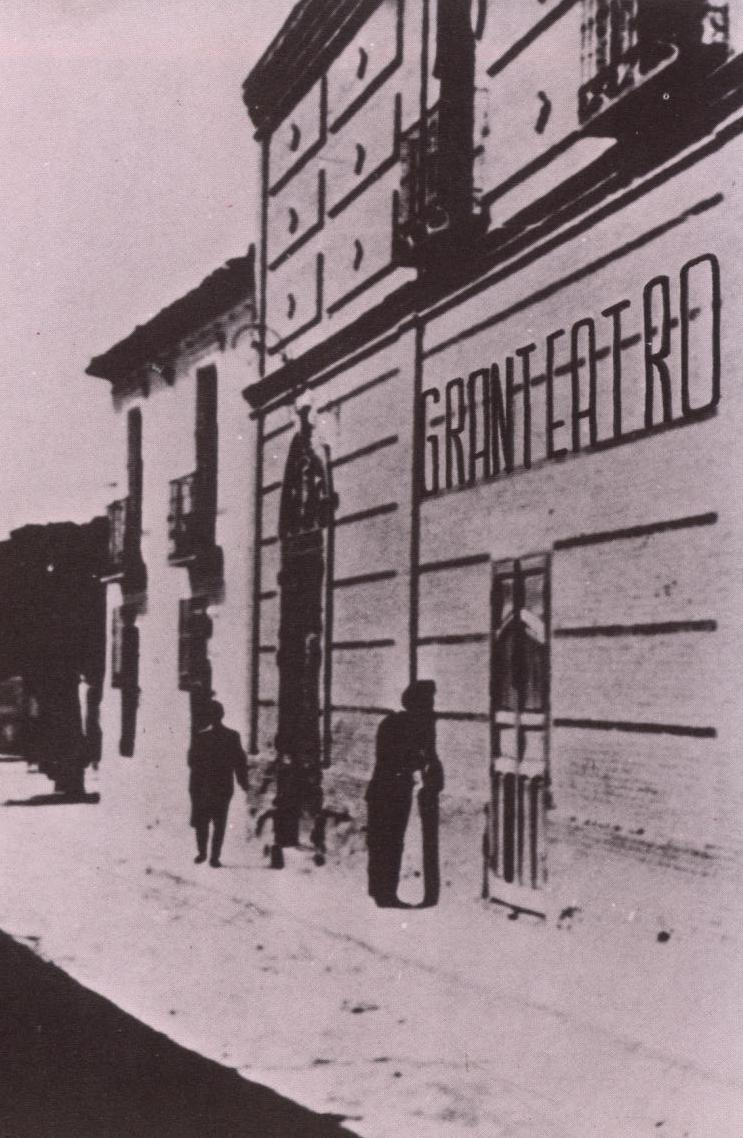
Gran Teatro de Getafe, de finales del.

La Guerra de la Independencia (1808-1814) afectó directamente a Getafe. Existen datos documentales de la presencia de tropas francesas desde diciembre de 1808 hasta 1812. Se conocen también los nombres de algunos getafenses que fueron fusilados por el ejército invasor y los daños producidos en algunos edificios, por ejemplo, en la iglesia de la Magdalena. Consecuencias de la guerra fueron el endeudamiento y el descenso de la población. Los getafenses declararon en 1813 que la estancia de las tropas en el pueblo costó a los bienes de propios más de 95 000 reales, además de las aportaciones realizadas por cada vecino para contribuir a los gastos de mantenimiento de soldados y caballerías. En cuanto a la población, Getafe contaba en 1808 con 750 vecinos que habitaban en 500 casas y poseían 260 yuntas de labor. En 1815 tenía 360 vecinos, que habían derrumbado 300 casas y las yuntas quedaron reducidas a 190.

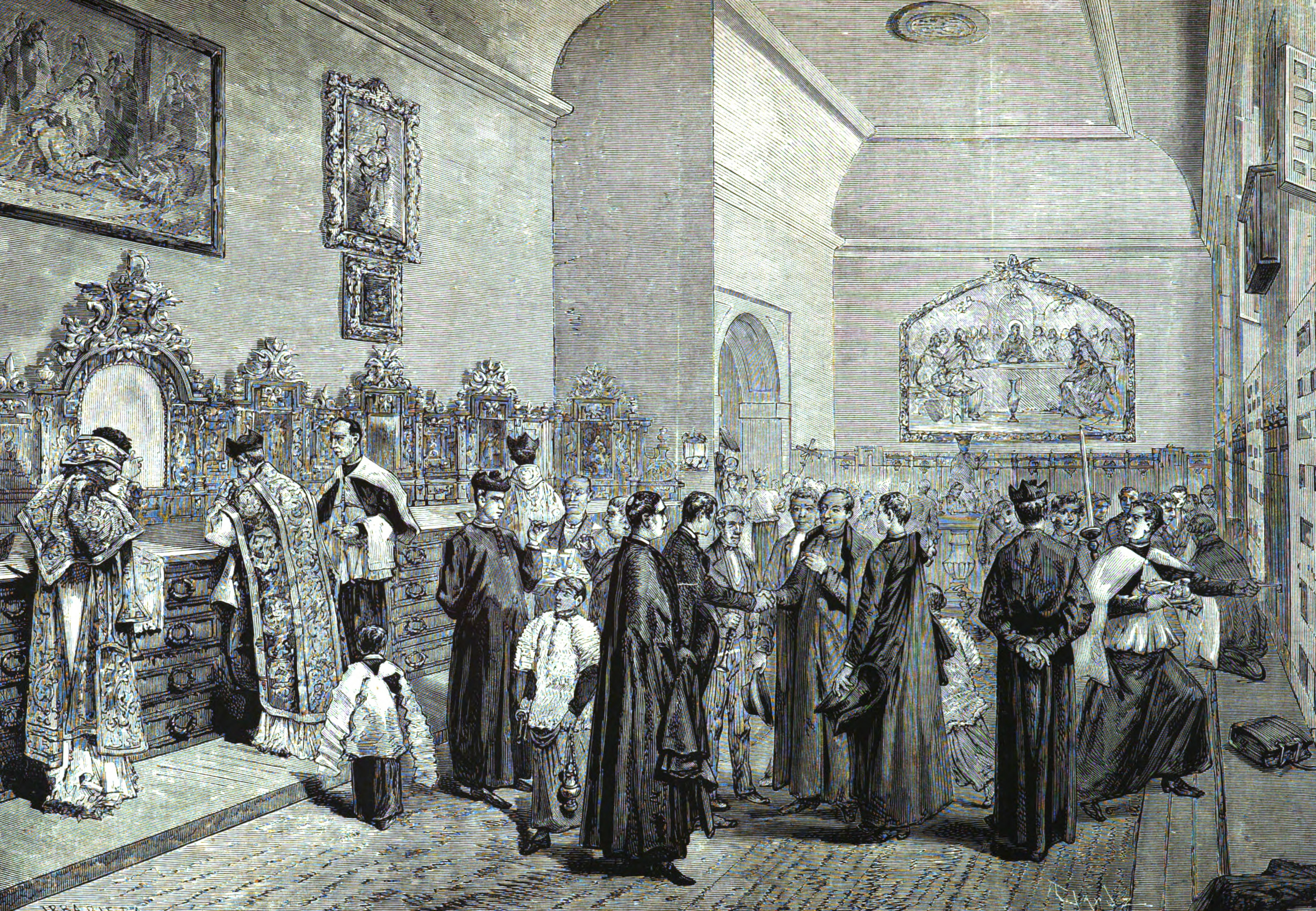
Sacristía de la iglesia de la Magdalena, después de una función religiosa, hacia 1876.

A partir de mediados de siglo se inició una recuperación económica. Se inauguraron las vías de ferrocarril Madrid-Aranjuez (1851) y Madrid-Badajoz (1879), con paso por Getafe. El término municipal fue elegido por el Ejército, gracias a sus buenas comunicaciones, para el asentamiento de tropas, lo que daría lugar, en el siglo XX, a la construcción de un aeródromo (hoy base aérea militar); se instaló una estación telegráfica y, en 1897, se inauguró el alumbrado público. 
El desarrollo alcanzó asimismo el ámbito cultural. En este sentido se pueden destacar la fundación de los colegios de San José y de la Divina Pastora; la publicación del primer periódico local Los sábados de Getafe; el estreno del sainete lírico De Getafe al Paraíso, cuyo autor fue el vecino Ricardo de la Vega; la labor literaria de Juan Bautista Amorós, más conocido por el seudónimo de Silverio Lanza, perteneciente a la generación del 98; y la inauguración del Gran Teatro, en la calle D. Fadrique.

## SigloXXy actualidad

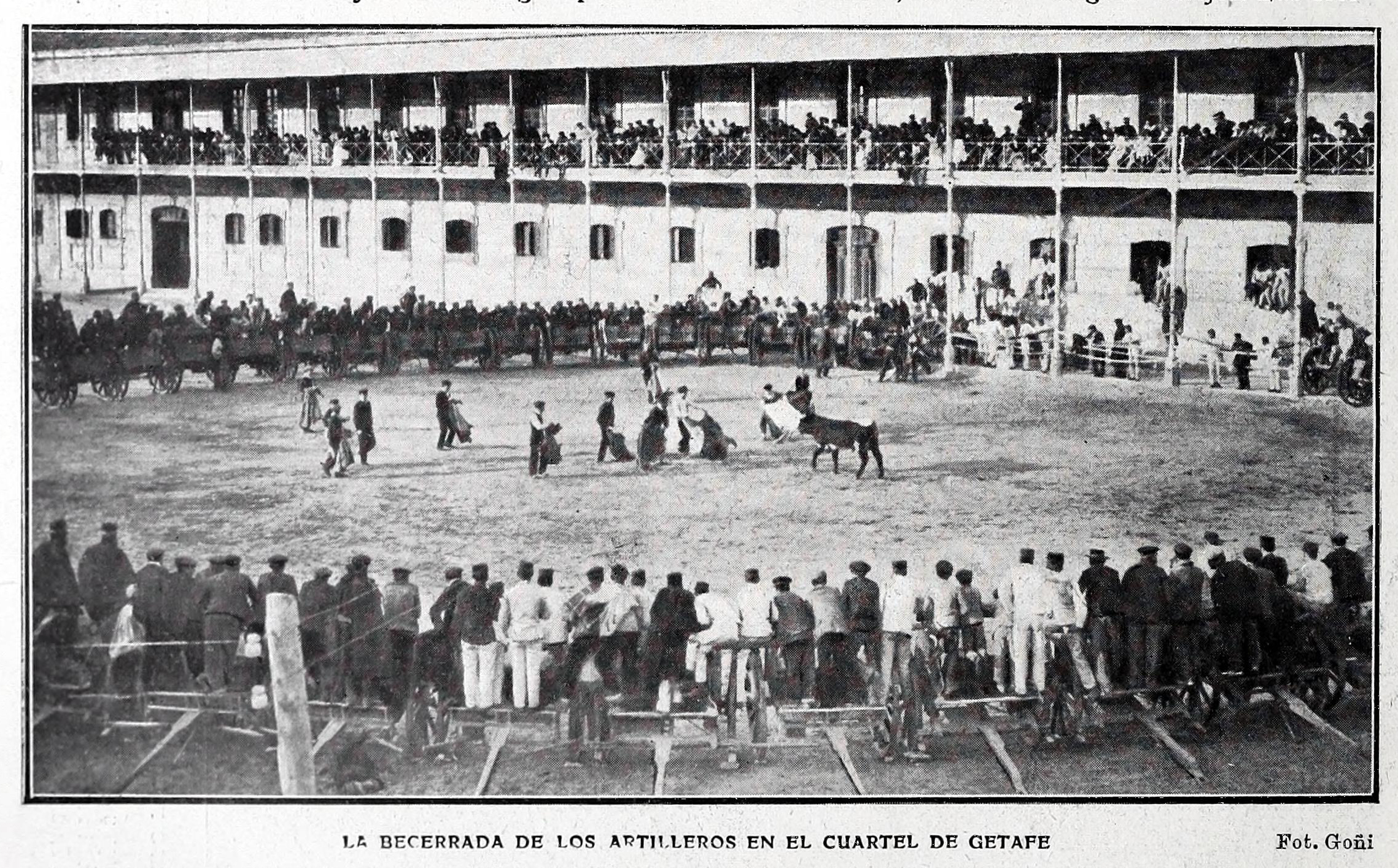
Becerrada en el cuartel de Getafe (1907)

La proximidad a Madrid, las buenas vías de comunicación, la presencia del Ejército y la industrialización fueron factores determinantes en el desarrollo y actual configuración de Getafe. En el primer tercio del siglo comenzaron a instalarse en Getafe algunas industrias, como la Fábrica de Hélices (1915), Ericsson (1924) y Construcciones Aeronáuticas SA (1924). También se inauguró la escuela de Aviación Civil y se construye la Base Aérea de Getafe en 1911.

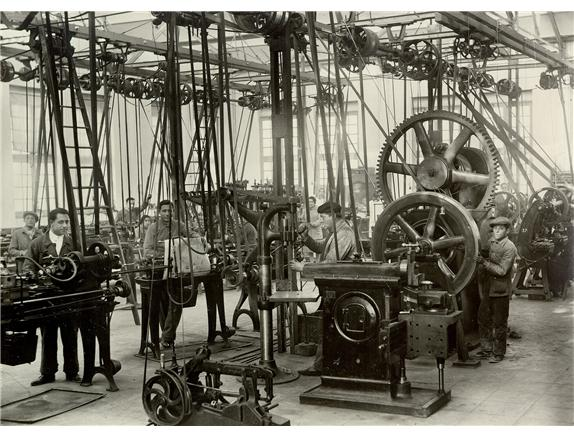
Trabajadores en la fábrica de Ericsson (1924)

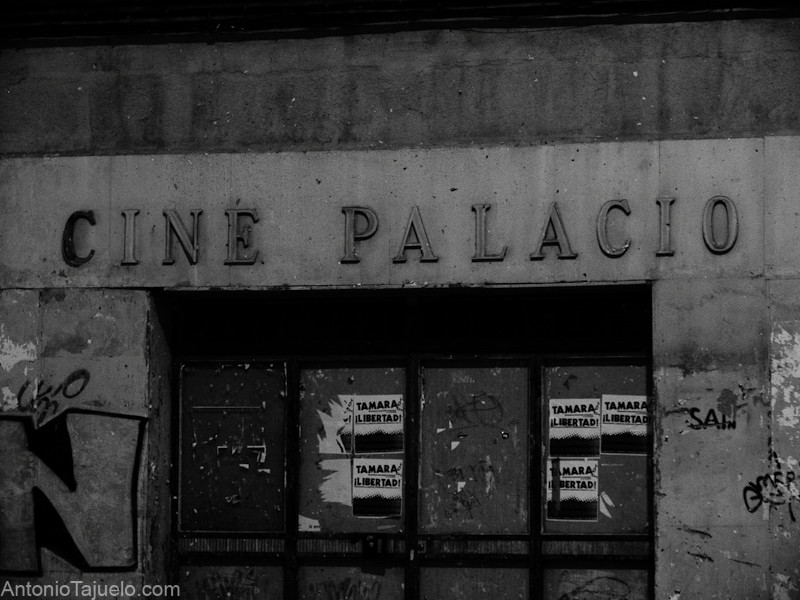
El Cine Palacio abrió sus puertas en 1935

El proceso industrializador se interrumpió por la guerra civil española (1936-1939). En los primeros días de la contienda, el regimiento XIII de Artillería de la calle Madrid se sublevó contra el gobierno republicano, acuartelándose en sus instalaciones. La respuesta no se hizo esperar, y las tropas de la base aérea, fieles a la República, bombardearon el cuartel, sometiendo a los amotinados. El día 4 de noviembre de 1936 el ejército de Franco, al mando del general Varela, tomó Getafe, y el día 6 del mismo mes, el Cerro de los Ángeles, cuyo monumento había sido dinamitado el 7 de agosto de 1936, y la imagen de Jesús fusilada, por milicianos republicanos. El monumento fue reconstruido en 1944 e inaugurado en 1965, según el proyecto de los arquitectos Pedro Muguruza y Luis Quijada Martínez. La imagen del Sagrado Corazón de Jesús y su pedestal fueron nueva obra de Aniceto Marinas, junto con los grupos escultóricos de la base, obra de Fernando Cruz Solís. 
Terminada la guerra continuó el crecimiento industrial, característico del actual Getafe. Se industrializaron grandes empresas como Uralita, Azma, Vidaurreta, Lanz (hoy John Deere), Siemens, Kelvinator y otras de menor entidad. La gran concentración industrial propició la reorganización sindical de los trabajadores, al margen del sindicalismo oficial, dando lugar a un fuerte movimiento reivindicativo, cuyas consecuencias fueron continuas huelgas y manifestaciones, que hicieron de Getafe uno de los lugares más destacados en la lucha obrera entre 1955-1975.
El fenómeno de la industrialización originaría a partir de los años 1950 un movimiento migratorio de grandes magnitudes, que provocó un fuerte y rápido crecimiento de la población; en 1950 Getafe tenía 12 254 habitantes, mientras que en 1987 superaba los 132 000. Paralelamente al crecimiento demográfico, se produjo una considerable ampliación del casco urbano. En muy pocos años se construyeron barrios enteros, como los de Juan de la Cierva, Las Margaritas, El Bercial, Nuestra Señora del Carmen y San Antonio (en Perales del Río) y, posteriormente, el Sector III y Getafe Norte.

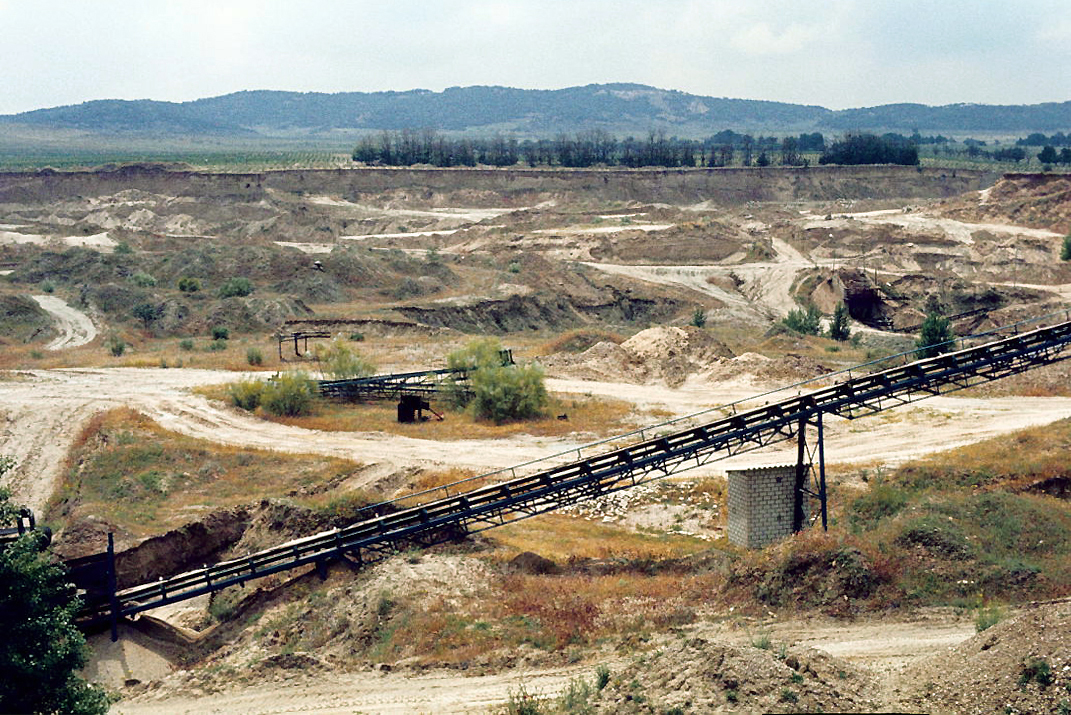
Arenero abandonado en 1982

El fuerte aumento de la población también motivó, entre los años 1960-1980, grandes problemas sociales, pues a la escasez de viviendas hubo que añadir la necesidad de ampliar, en poco tiempo, los puestos escolares, la atención sanitaria, los transportes y demás servicios públicos.

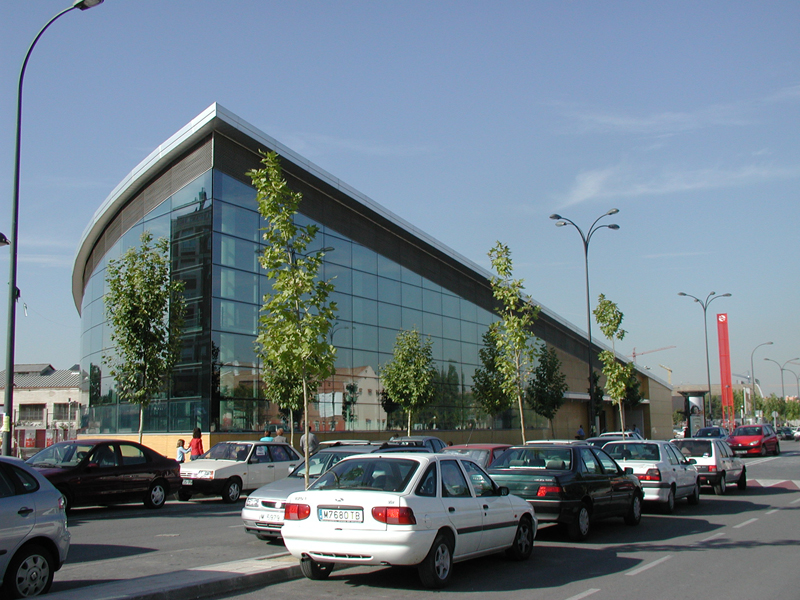
Edificio de la estación de tren y metro de Getafe Central, inaugurado en 1998.

Las primeras elecciones democráticas municipales, después de la aprobación de la Constitución de 1978, se celebran el día 3 de abril de 1979. A partir de entonces, la ampliación de los servicios públicos, la creación de grandes centros comerciales y el consiguiente despunte del sector servicios ha sido una constante durante el régimen democrático. De esta forma, se  hicieron grandes infraestructuras en la década de 1990 como el enterramiento de la vía del tren a su paso por Getafe. También se construyeron edificios como el Hospital Universitario de Getafe, el Teatro Federico García Lorca, el nuevo ayuntamiento, la Universidad Carlos III, y el estadio de fútbol Coliseum Alfonso Pérez (1998). 
El siglo XXI comenzó con la construcción del Conservatorio Profesional de Música de Getafe (2000), la llegada del Metro de Madrid a la ciudad (2003), el ascenso a la Primera División del Getafe Club de Fútbol (2004), la gran ampliación del barrio El Bercial y el nuevo desarrollo de los barrios Los Molinos-Buenavista.